# カポイド

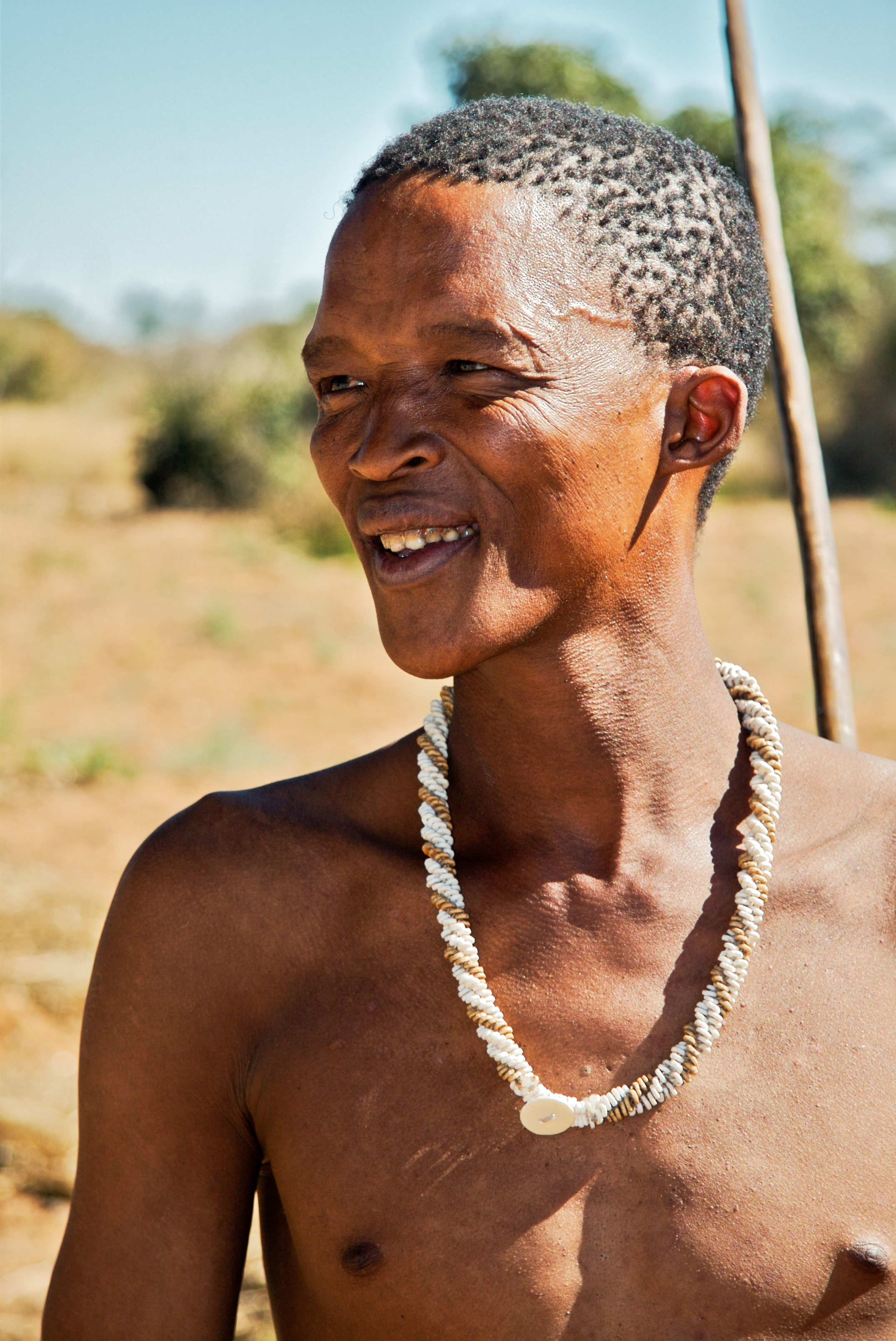
カポイドに属すサン人の男性

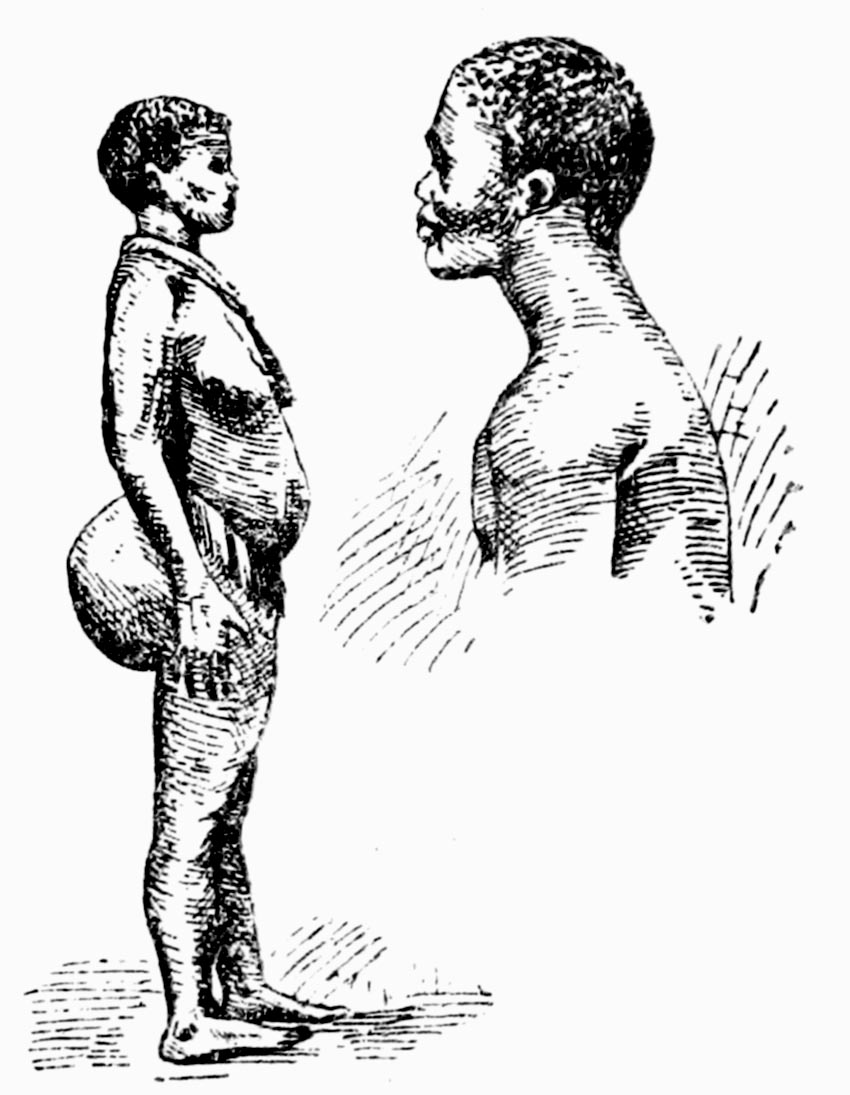
カポイド女性に特徴的な臀部

カポイド（Capoid）は、南部アフリカに居住するコイコイ人（ホッテントット）とサン人（ブッシュマン）の2民族を総称した人種概念である。コイサン人種とも呼ばれる。
5人種説ではモンゴロイド、コーカソイド、ネグロイド、オーストラロイドと共に人種群の一つに分類されたが、コンゴイドと共にネグロイドの2大区分の一つとする場合もある。
近年の研究ではミトコンドリアDNAを見ると15万年前から9万年前に他の人種から分岐した形跡があるという。初期ホモ・サピエンスの特徴を残しており、アフリカ最古の人種ともいわれる。
かつてはアフリカ大陸南部に広く分布していたが、バントゥー人の南下に押され、今日ではナミビアからボツワナ、アンゴラ、南アフリカ共和国などカラハリ砂漠周辺に居住する。

## 特徴
アフリカの最古の住民であると考えられており、最も古くに分岐したY染色体ハプログループA系統が高頻度に見られる。
他の南部アフリカの人種と同様に頭髪は縮れており、鼻筋が存在せず、広鼻。肌の色は黄褐色。女性の臀部の脂肪が非常に多い脂臀という特殊な形質を有する。
身体的特徴ではないが、コイサン語族と呼ばれる吸着音という肺からの呼気に依らない音素を持った特徴的な言語を共通して話す。男性は狩猟、女性は採集の移動生活を営む。
現在は他人種との混血も進んでいる。

## 集団
- コイコイ人
- サン人
- サンダウェ族